# メッティンゲン (バイエルン州)
メッティンゲン (ドイツ語: Möttingen) はドイツ連邦共和国バイエルン州シュヴァーベン行政管区のドナウ＝リース郡に属す町村（以下、本項では便宜上「町」と記述する）である。

## 地理
メッティンゲンはアウクスブルク地方、隕石の衝突により形成されたネルトリンガー・リース内に位置する。

### 自治体の構成
この町は、公式には8つの地区 (Ort) からなる。このうち小集落や孤立農場などを除く集落を以下に列記する。
- アッペツホーフェン
- バルクハイム
- エンキンゲン
- クラインゾルハイム
- リーアハイム
- メッティンゲン

## 歴史
12世紀には、エッティンゲン伯、リアハイム家、カイスハイム修道院、ツィンメルン修道院、ヴェルヴァルト家といった貴顕らが土地所有権を有していた。1323年にエッティンゲン伯は、自らの所領を代官権や庇護権とともにドイツ騎士団に売却した。ドイツ騎士団エリンゲン地方司令官はその後、なおも上級裁判権を保持していたエッティンゲン＝ヴァラーシュタイン伯と村の領主権を共有していた。メッティンゲンは宗教改革以後、プロテスタントの牧師の所在地となった。この村の権利所有者はいずれも1805年から1806年に陪臣化され、1806年のライン同盟によりこの町はバイエルン領となった。1818年に現在の行政上の自治体が成立した。1975年にメッティンゲン、アッペツホーフェン、エンキンゲン、クラインゾルハイムは自発的に新生メッティンゲンとして合併し、1978年にバルクハイムがこれに加わった。

### 人口推移
- 1970年 2,255人
- 1987年 2,249人
- 2000年 2,428人

## 行政
2020年3月15日の選挙でティーモ・ベルマン (Überparteiliche Wählergemeinschaft) は 87.2 % の支持票を獲得して（対立候補はいなかった）新たな町長に選出された。彼は2020年5月1日に町長に就任した。前任者のエルヴィン・ザイラー (Dorfgemeinschaft/Wählergruppen/Wählergemeinschaft) は2008年から町長を務めていた。

### 紋章
上下二分割。上部は赤と金で2列に並んだ兜。下部は銀地に黒い先広十字。

## 経済と社会資本

### 鉄道
メッティンゲンは、リース鉄道アーレン - ドナウヴェルト線沿いに位置する。

## 引用
1. ↑  https://www.statistikdaten.bayern.de/genesis/online?operation=result&code=12411-003r&leerzeilen=false&language=de Genesis-Online-Datenbank des Bayerischen Landesamtes für Statistik Tabelle 12411-003r Fortschreibung des Bevölkerungsstandes: Gemeinden, Stichtag (Einwohnerzahlen auf Grundlage des Zensus 2011)
2. ↑  Bayerische Landesbibliothek Online
3. ↑  “Liste der ersten Bürgermeister/Oberbürgermeister in kreisangehörigen Gemeinden”. 2020年11月9日閲覧。